# Nilometro
Nilometro è il nome dato alle strutture – solitamente scale o pozzi – usate nell'antico Egitto per misurare l'altezza delle piene del fiume Nilo e poter così prevedere gli andamenti dei raccolti.
Lo scopo originario era ricavare informazioni sul reddito delle attività agricole – che si supponeva fosse proporzionato all'entità delle piene – in modo da operare una tassazione adeguata.
I nilometri più famosi si trovano nell'isola Elefantina (presso Assuan), e nell'isola di Roda (Il Cairo). Meno famoso è il nilometro del Tempio di Mandulis a Kalabsha.

## Galleria d'immagini

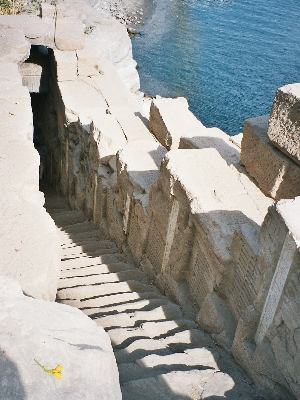
Nilometro all'Isola Elefantina
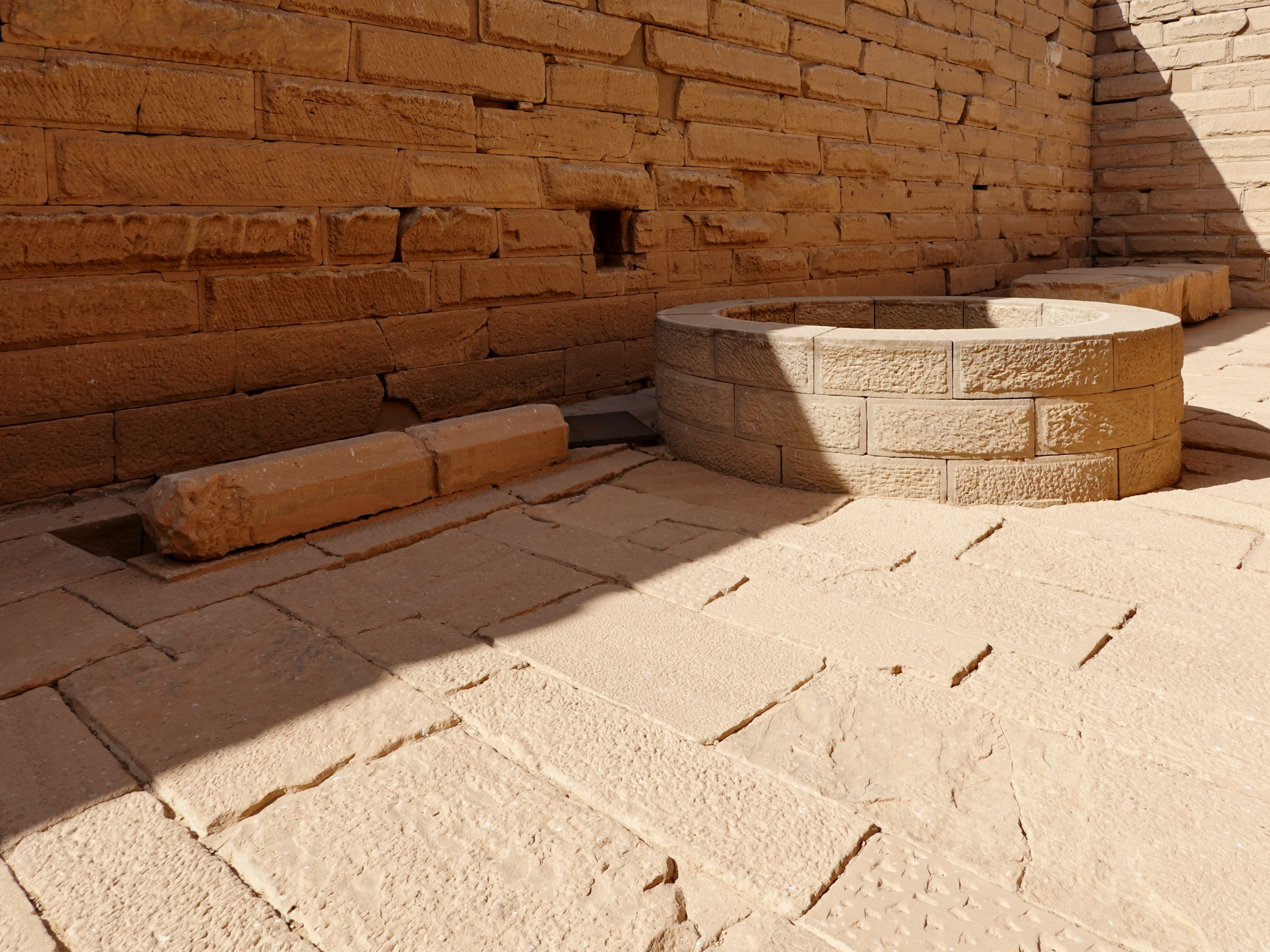
Nilometro nel tempio di Mandulis a Nuova Kalabsha
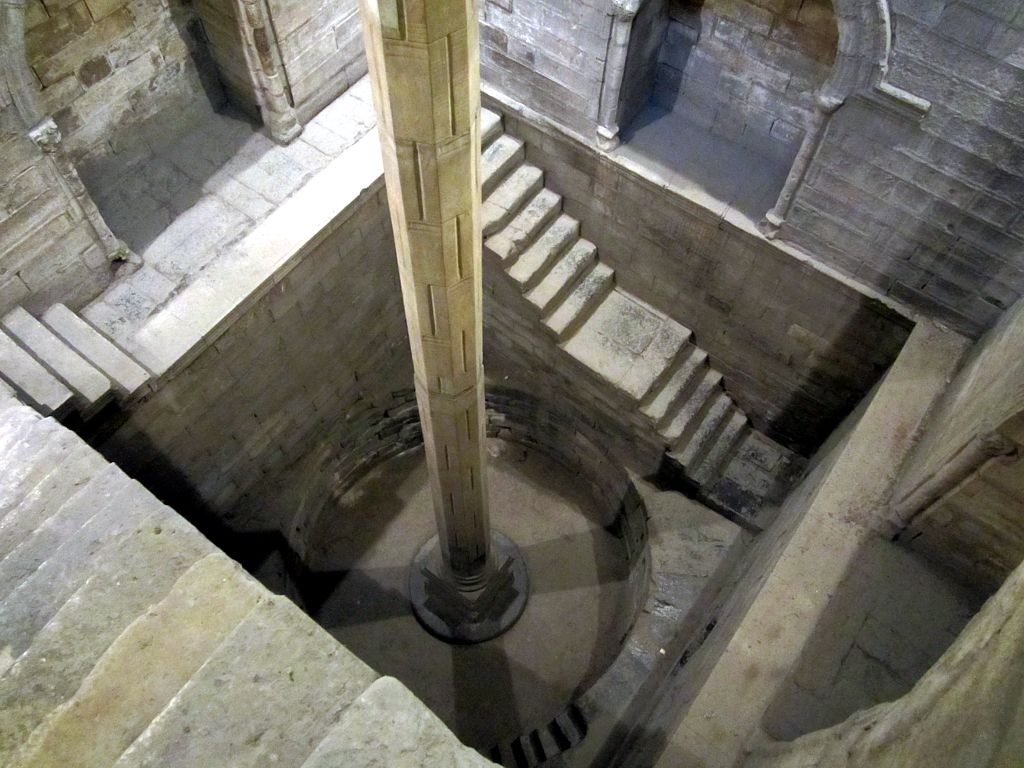
Nilometro nell'isola di Roda